# Vladimir (Birjukov)
Vladimir (světským jménem: Vasilij Valentinovič Birjukov; * 12. února 1966, Kolpaševo) je ruský duchovní Ruské pravoslavné církve a biskup kainský a barabinský.

## Život
Narodil se 12. února 1966 v Kolpaševu.
Po střední škole nastoupil na Dimitrovgradskou technickou školu. Následně absolvoval povinnou vojenskou službu. Po demobilizaci začal studovat na Leningradském duchovním semináři a roku 1989 na Moskevském duchovním semináři.
Dne 19. srpna 1989 byl metropolitou novosibirským a barnaulským Gedeonem (Dokukinem) rukopoložen na diákona a 20. srpna na jereje. Oženil se. Stal se představeným Sretěnského chrámu v Berdsku. Roku 1998 byl jmenován představeným katedrálního chrámu Proměnění Páně v Berdsku. Stejného roku byl povýšen na protojereje.
Od roku 2006 působil jako blagočinný Centrálního okruhu novosibirské eparchie. Roku 2014 se stal asistentem představeného chrámu Proměnění Páně v Berdsku a roku 2017 představeným Uspenského chrámu ve stejném městě.
Po smrti své manželky vstoupil roku 2018 do monastýru svatého archanděla Michaela v Koziše, kde byl 11. února postřižen na rjasofora a 9. března na monacha se jménem Vladimir na počest svatého velkoknížete Vladimíra. Poté byl duchovním katedrálního chrámu Nanebevstoupení Páně v Novosibirsku a představeným chrámu svatého Vladimíra a Životodárné Trojice.
Roku 2021 dokončil Minskou duchovní akademii.
Dne 27. prosince 2023 jej Svatý synod zvolil biskupem kainským a barabinským. Dne 31. prosince byl povýšen na archimandritu a biskupská chirotonie proběhla 15. února 2024 v chrámu Krista Spasitele v Moskvě. Hlavním světitelem byl patriarcha moskevský a celé Rusi Kirill.